# Klangreihenmusik
Klangreihenmusik ist im weiter gefassten Sinn ein Überbegriff für Musikwerke, deren Kompositionstechnik auf bestimmten Zwölftonprinzipien Josef Matthias Hauers beruht. Im engeren Sinn bezeichnet der Begriff aber vor allem Werke, die nach der vom Hauer-Schüler Othmar Steinbauer (1895–1962) entwickelten Klangreihenlehre komponiert wurden.

## Josef Matthias Hauer

Nachklangtechnik nach Hauer

Hauer entwickelte, basierend auf den von ihm formulierten Zwölftonprinzipien, Methoden für die Bildung von konsonanten Harmonien und geordneten Klangfortschreitungen auf der Grundlage von Zwölftonreihen. Diese Verfahren basierten zumeist auf dem Liegenlassen ("Nachklang") von zuvor erklungenen Reihentönen als Harmonietöne und auf der Beachtung von Stimmführungen zwischen Akkordwechseln.
Im Jahr 1926 formulierte Hauer daraus eine schematische Methode der Harmonisierung von Zwölftonreihen, die auf dem Liegenlassen von Reihentönen innerhalb von zuvor festgelegten Stimmschichten beruht. Hier wird der chromatische Tonraum meist in vier Schichten zu je drei chromatisch benachbarten Tönen (z. B. Fis-G-Gis | A-B-H | C-Cis-D | Dis-E-F) eingeteilt. Ein zuvor erklungener Reihenton bleibt nun so lange als Harmonieton weiterhin liegen, bis er an späterer Stelle von einem neuen Reihenton aus der gleichen Stimmschicht abgelöst werden kann. Aus diesem schematischen Verfahren entsteht eine vierstimmige Klangreihe ("harmonisches Band", "Klangband") auf Grundlage der gegebenen Zwölftonreihe, dessen Akkorde stets schrittweise miteinander verbunden sind.

Beispiel für eine strenge Klangreihe nach dem Harmonisierungsschema [3-3-3-3].

Ähnlich wie der Generalbass in der Barockmusik stellt die Klangreihe hinsichtlich der Harmonik und der Stimmführungen das Gerüst für eine Komposition dar, tritt aber nicht notwendig darin vollständig erklingend in Erscheinung.

## Othmar Steinbauer
Das Verfahren der Hauerschen Nachklangtechnik wurde von Steinbauer aufgegriffen und ab 1930 systematisiert, aber auch stark erweitert. Im Gegensatz zu Hauer, dessen musikalische Entwicklung es auf die Ausschaltung des kompositorischen Einfalls zugunsten der Pflege eines Konstruktionsschematismus abzielte, strebte Steinbauer den Ausbau der musikalischen Gestaltungsmöglichkeiten innerhalb der harmonischen und stimmführungstechnischen Prinzipien der Klangreihentechnik an. So formulierte er Freiheiten der Harmoniebehandlung und Richtlinien für den Gebrauch akkordfremder Töne, entwickelte aber auch weitere Harmonisierungstechniken für Zwölftonreihen. Ab den späten 1950er Jahren wurde für diese Musiktheorie die Bezeichnung Klangreihenlehre eingeführt. Die Schüler Steinbauers griffen diese Technik in ihren Werken teilweise oder ganz auf. Vor allem Johann Sengstschmid und Helmut Neumann führten die Klangreihentechnik nach Steinbauers Tod weiter, ergänzten sie und gaben sie an eigene Schüler weiter. 2003 wurde in Wien eine Gesellschaft für Klangreihenmusik gegründet, die sich um die musikalische und musikwissenschaftliche Pflege der Klangreihenmusik bemüht.

## Klangreihenmusik heute
Die Klangreihenmusik führt im Bereich der zeitgenössischen Musik ein Nischendasein als eine zwölftönige Satzlehre außerhalb der musikalischen Avantgarde. Nichtsdestoweniger wird sie als Bestandteil der Österreichischen Musikgeschichte wahrgenommen und gewürdigt. Während in Österreich vor allem Hauer, Steinbauer und dessen Schüler, allen voran Sengstschmid und Neumann, wirkten, so waren es in Deutschland vorrangig Heiss und Simbriger, die Klangreihenmusik (auf der Grundlage der Hauerschen  Nachklangtechnik) geschrieben haben. Außerhalb des deutschsprachigen Raumes tritt diese Art zu komponieren bis heute praktisch nicht in Erscheinung.

## Komponisten
- Josef Matthias Hauer (1883–1959)
- Hermann Heiß (1897–1966)
- Othmar Steinbauer (1895–1962)
- Heinrich Simbriger (1903–1976)
- Erich Eder de Lastra (* 1933)
- Heinz Kratochwil (1933–1995)
- Johann Sengstschmid (* 1936)
- Helmut Neumann (* 1938)